# 古い船をいま動かせるのは古い水夫じゃないだろう
『古い船をいま動かせるのは古い水夫じゃないだろう』（ふるいふねをいまうごかせるのはふるいすいふじゃないだろう）は、上智大学「フィーチャーズ ・サービス」と「広島フォーク村」の共同制作による1970年発表のコンピレーション・アルバム。「広島フォーク村」名義。日本のフォークソングの源流の一つ「広島フォーク村」が唯一残したアルバムである。吉田拓郎のデビューアルバムと書かれた文献もある。
アルバムタイトルは当初『若者の広場と広場にかける橋』だったが、アルバムリード曲でよしだたくろう（吉田拓郎）作品「イメージの詩」が突出した出来だったことから、急遽アルバムタイトルを「イメージの詩」の一節から採用し『古い船をいま動かせるのは古い水夫じゃないだろう』に変更された。
アルバムジャケットの写真は、吉田拓郎の実家近く広島市内の黄金山で撮影された。商品としては広島フォーク村名義で、1970年3月頃リリースされた「フィーチャーズ ・サービス」と「広島フォーク村」メンバーが手売りした最初のバージョンと、エレックレコードから発売されたバージョンの1970年4月25日発売のアナログ盤が二種類と、エレックレコードの倒産後、フォーライフレコードから1995年11月17日に発売されたCD盤のややジャケットデザインが異なる三種類が存在する。

## 制作経緯
70年安保時に上智大学闘争で大学側から処分を受けた6人が「ミニからマスへ、逆流のコミュニケーション」というスローガンを掲げ「フィーチャーズ・サービス」を結成。運動を継続させるための闘争資金を得るためか、金儲けのため、「テーマを持ったメッセージ性のある作品を作りたい」と構想し、レコードの制作を思い付いた。エレックレコードのミュージック・ディレクター・浅沼勇は1967年にヤマハ・ライト・ミュージック・コンテストの第一回で広島市を訪れ、広島の音楽性の高さに注目し、1968年11月に「広島フォーク村」が結成されたことも知っており、広島はニュー・フォークの台風の目と見ていた。全国のアマチュア音楽団体を探していた「フィーチャーズ ・サービス」が「広島フォーク村」の存在を知り、浅沼に企画を持ち込んだ。
1960年代末頃から、各地労音の事務所や、レコード店、喫茶店などを連絡先として、日本全国に地域単位の音楽の活動拠点が生まれていた。「広島フォーク村」は200名が在籍しており、規模が大きかったが、政治的色彩はなかった。「フィーチャーズ・サービス」のメンバーに「広島フォーク村」の初代村長・伊藤明夫の広島皆実高校の同級生がいたことから、話がまとまった。特に「フィーチャーズ ・サービス」は、吉田拓郎の才能に惚れ込み「広島フォーク村」との共同制作を決めたといわれる。レコーディングに参加した複数のメンバーがはっきり「フィーチャーズ・サービス」からレコード制作の話を持ちかけられたと証言している。
しかし『日本フォーク紀』では、上智大学「フィーチャーズ・サービス」は最初は関わっておらず、エレックレコードの主導で「広島フォーク村」に目を付け、有力な4人を東京に呼び寄せ、本アルバムを制作した後に「フィーチャーズ・サービス」が金稼ぎの一環として加わってきたことから、「ユーゲント・レコード」制作と称してあたかも自主制作盤のように見せかけた、エレックが「フィーチャーズ・サービス」に1万枚を預けたが、その後彼らからは梨の礫になった、解説している。エレックレコードの創業社長・永野譲は「ヤマハのライトミュージックの審査員をやってて全国歩いてる沢田駿吾さんと浅沼くん（浅沼勇専務）に誰がいい?という言い方からはじまって、『広島フォーク村』というあの集団自体が面白いから、あそこをおさえようという話になって。それで『古い船をいま動かせるのは古い水夫じゃないだろう』を作った。それが結局『カレンダー』（土居まさる）をのぞいては、会社の方向を決める、まともな形での1枚目だった。それで広島に飛んで、『広島フォーク村』の連中といろんな話をして、個人としてではなく、集団として東京に引っぱってきたわけ。ただ、売る自信があまりなかったわけ。それで、その時に噛んだのが、当時、安保のあとでまだ熱が残ってた時期で学生運動が盛んで、それで連中の資金稼ぎも含めて売らせてくれってきたのね。それが上智大学の新聞学科のセクトが主体となったグループ。それで俺が『古い船をいま動かせるのは古い水夫じゃないだろう』の曲と曲の間に『朝日ソノラマ』の取材で録った新宿西口のノイズを挟んだんだ。連中が手売りするからって1万2000枚くらい持ってった。ウチで売ったのが4000枚くらいかな。ところが連中が売ったやつの金はほとんど入んないだよ（中略）最初のやつはジャケットにメチャ金がかかってる。中にいっぱい写真集が挟まってててね。あれは当時、学生運動の下っ端にいる連中が買わされていたから、1万枚ぐらいは世の中にあるはず」等と述べている。
吉田拓郎は既に『平凡パンチ』1966年8月15日号の「フォークソング・ブームを各地に探る」という特集で、写真付きで初めて全国に名前が紹介されており、「ぼさぼさの髪にサングラスをかけ、着ふるしたジャンパーにこれもヒザの出た、コットンのスラックス、白い靴下に、モカシン。ギターをかかえて弾くうたい方をすると同時に、針金をまげてつくった装置方にハーモニカをはさみ、ギターの伴奏でハーモニカを吹く。アメリカのボブ・ディラン、あるいは『風をつかまえろ』のヒットで有名なドノバンのスタイルだ。『広島では、喫茶店なんかで、おもにフォーク・ロックとプロテストをうたってる。プロテスト・ソングは、自分の作詞・作曲で、もう16曲ほど、つくった』（吉田君）」という記事が載り、この3年後の1970年当時で120曲のオリジナル曲を持っていたといわれ、広島では既にスターだった。最初期盤でレーベルとして表記される「ユーゲント・レコード」は、「フィーチャーズ ・サービス」が考えたレーベル名で、同代表の斎藤功は「ユーゲントはドイツ語で若いって意味です。資本主義社会でもうけていくには、全体主義的でなければならないでしょ。そうなるとやはり、ドイツです。そういうイミでのユーゲント、ということにもなるんです」と述べている。ヒトラーユーゲントとの関連性は不明。

## アルバム詳細
「フィーチャーズ・サービス」から「広島フォーク村」にレコード制作が持ちかけられたのは1970年の始め。このとき「フィーチャーズ・サービス」から「全曲オリジナル、東京のカレッジ・フォークや関西フォークに負けない、むしろそれ以上の曲で構成されているアルバム」という条件が提示された。当時レコーディングに耐えうるようなレベルのオリジナル曲を持つ人はそうそうおらず、先の条件をクリアできそうな曲は拓郎作品以外は6曲しかなく、やむを得ず、拓郎作品が3曲入り、全部で9曲になった。収録された9曲のうち、7曲が「広島フォーク村」メンバーによる自作自演となる。拓郎は既に「青春の詩」を作っていたが、このアルバムには収録しなかった。レコーディングは広島中国放送のラジオスタジオと東京新宿御苑スタジオで行われた。拓郎のレコーディングも新宿御苑スタジオ。東京でのレコーディングは2日間で、レコーディングの期日は1970年2月頃とされ、その1カ月後にアルバムは完成したため、最初のアルバム完成は同年3月頃とされている。吉田拓郎作品は3曲だが、歌唱は「イメージの詩」のみ。唯一の高校生バンドとして「波よけさないで」が収録されているグルックスは、町支寛二、山崎貴生（劉哲志）、高橋信彦の修道高校の同級生3人のバンドで、当時の広島でアイドル的人気を誇った。高校卒業後に解散し、メンバーは全員首都圏の大学に進学するが、休学・中退などで同じ広島フォーク村出身の浜田省吾と青山徹を加えて1972年に「愛奴」を結成している。
時代を映して特徴的なのが、曲間に1969年10月21日の国際反戦デーに新宿西口広場に結集したフォーク・ゲリラと、全共闘の集会の模様を収録していることである。これは先述した「テーマを持ったメッセージ性のある作品を作りたい」という「フィーチャーズ ・サービス」の構想を具現化したもの。また楽譜付歌詞カードと日大芸闘委系の「情況の眼」グループが撮影した日大闘争の写真が30枚収録されている。この派手さとまったく対照的に、広島フォーク村の歌は静かで澄んでいる。アナログ盤のライナーノーツに書かれた伊藤明夫の解説には「広島フォーク村の若者達の歌声は遠く新宿西口広場の空間にこだまして、広場を生きた熱気のあるものに再現しようとしています。歌声の流れが広場の臨場感につながっていくとき、フォーク村と西口広場の間には虹のような大きな橋がかかっているのです」と書かれている。

## 反響
1970年に3000枚リリースされた最初の盤は広島フォーク村メンバーが手売り行商した。新宿のレコード店で店頭販売もした。伊藤明夫村長は各地で開催されたフォーク集会に顔を出してレコードを売った。武田鉄矢は、福岡教育大学二年のときに伊藤からこのレコードを買ったと証言している。
セカンドプレスである1970年4月25日にエレックレコードからリリースされる際、アルバムジャケットにエレックレコードのロゴが入り、一般発売された。但し、吉田拓郎のプロデビュー曲となる「イメージの詩」はレコード店でも販売されたが、エレック盤アルバムは一般に市販はされない通信販売で、『ヤング・ギター誌』などでも販売された。アナログ盤は、その『ヤング・ギター』などの音楽誌、『平凡パンチ』などの雑誌で大きく取り上げられた他、TBSテレビ『ヤング720』『土曜パートナー』やNHKなどテレビ・ラジオ・新聞でも取り上げられ大きな反響を呼んだ。
吉田拓郎は1969年に、ギター教室のアルバイトを持っていたカワイ楽器広島店に就職内定していたが、エレックレコードの浅沼専務に口説かれ、カワイ楽器の内定を反故にし、エレックと社員契約を結び上京した。デビューシングル「イメージの詩」は1970年6月1日にリリースされている。

## 収録曲
アナログ盤では、4曲目までがA面、5曲目からがB面
1. イメージの詩（7'24） / 吉田拓郎[注釈 3]
作詞・作曲:吉田拓郎
2. 色どられた世界（4'34） / 伊藤明夫[注釈 4]
作詞・作曲:伊藤明夫
3. もしも（3'39） / ボニーとクラウド[注釈 5]
作詞・作曲:友広信夫
4. れんげの唄（3'30） / いちごの木[注釈 6]
作詞・佐野正幸、作曲:いちごの木
5. 赤い柿（4'11） / ムツゴロー[注釈 7]　　
作詞・作曲:シラヒゲ・ケンジ（白髭健次）
6. 白いこな雪（7'02） / 宮城由紀夫[注釈 8]
作詞・作曲:宮城由紀夫
7. マークII（3'20） / ユニオン・ジャックス[注釈 9]
作詞・作曲:吉田拓郎
8. 波よけさないで（3'52） / グルックス[注釈 10]
作詞・作曲:グルックス
9. ニワトリの小さな幸福（1'52） / 広島フォーク村[注釈 11]
作詞・作曲:吉田拓郎[出典 35]

## 発売履歴
| 発売日         | 規格 | 規格品番 | 備考                               |        |
| -------------- | ---- | -------- | ---------------------------------- | ------ |
| 1970年3月頃    | LP   |          | ユーゲント・レコード、手売り3000枚 |        |
| 1970年4月25日  | LP   | 不明     | エレックレコード                   | 1500円 |
| 1995年11月17日 | CD   | FLCF3611 | フォーライフレコード               |        |

## 評価
『新譜ジャーナル』は1972年10月号で「オリジナル・フォークレコード・コレクション」という特集を組み、28枚のフォークソングの名盤（オリジナル盤）を選び、本アルバムをその一枚に選定。「このLP自体は、直接的なプロテストレコードになってなく、広島フォーク村の面々がごく現代的な若者の抒情詩を歌いあげているのが特徴」などと評している。
田家秀樹は「音楽が政治や社会や超えていく新しいエネルギー表現だった時代。そんな象徴ともいえるアルバム。中でも『イメージの詩』は際立っており、ほかの多くの曲がアメリカンフォークのコピーを抜け出せなていないのに対して明快なオリジナリティを持っている」などと評している。

## 影響
本作がリリースされた1970年は、まだ『仁義なき戦い』も公開されてなく、広島カープ初優勝もまだで、お好み焼きももみじ饅頭も広島以外では全く知られてなく、広島のイメージは「原爆・東洋工業・三菱重工」だった。それまでのフォークは、東京か関西のイメージしかなかったため、日本のフォークに東京でも関西でもない別の流れがあることを強く印象付けた。広島フォーク村は、日本中どこの街にもない新しい集まりで、その反響は大きく各地に○○フォーク村が出来たといわれる。